# Соціологія науки
Соціоло́гія нау́ки — один із галузевих соціологічних напрямів, який розглядає науку як соціальний інститут, своєрідну сферу діяльності, котра пов'язана із системою освіти і є також складовим компонентом досягнень культури.
Наука — необхідний засіб розвитку людини, її культури, освіти тощо. Наукові знання необхідні для здійснення соціального управління, формування наукового світогляду. Наука комплексно впливає на суспільне життя, проникає у всі його сфери, сприяє техніко-економічному розвитку, здійсненню соціального управління, впливає на систему освіти та її соціальні інститути, які беруть участь у формуванні світогляду людини.
Сама по собі наукова діяльність виокремилася в структурно організований вид виробництва — виробництво знань, які використовуються для осмислення, опису та пояснення реального світу: від світу природи до світу суспільства.

## Напрями дослідження
Основними напрямами соціологічного дослідження сфери науки є:
- вивчення соціальних факторів генерації наукової діяльності
- забезпечення розвитку їх нових наукових напрямів у науці і шляхи вдосконалення умов і організації науково-дослідницької діяльності
- проблеми формування вченого як особистості, створення наукових колективів
- соціальна структура та соціальна мобільність у наукових колективах
- соціальний статус науковця і наукових дисциплін
- мотивація наукової діяльності
- соціальний клімат у наукових колективах
- співвідношення науки та освіти
- співвідношення науки і культури
- соціальна програма розвитку науки та ін.

Соціологія науки вивчає соціальні аспекти формування наукового знання, систему соціальних відносин. При цьому дана дисципліна тісно пов'язана із соціологією освіти, соціологією знання, філософією.

## Вимоги науки до системи освіти
Однією із соціологічних проблем функціонування науки є аналіз тих її вимог, що їх вона пред'являє до системи освіти. Обсяг знань, які, наприклад, необхідно засвоїти учневі чи студентові, зростає з кожним роком. Як середня, так і вища школа не може освоїти всю інтелектуальну продукцію, яку дає їй сучасна наука. Вихід — у пошуку нових потенціалів, у принципах викладання та подачі знань.

## Ціннісна структура в науці
Відомий американський соціолог Роберт Мертон обґрунтовував уявлення про ціннісну структуру в науці, її «етос», згідно з якою вчений в основу ціннісних норм її діяльності поклав:
- безкорисливість (наукою займаються заради неї самої, а основною винагородою є визнання колег)
- емоційна нейтральність — до всіх стверджень потрібно підходити, спираючись на міркування, а не на почуття

Є й інші ціннісні орієнтації, але вказані — найбільш чітко вимальовують саме соціально-психологічні та соціокультурні особливості суб'єктів наукової діяльності.

## Дослідження науковців— суб'єктів наукової діяльності
Основним дієвим «елементом» наукової діяльності є вчений (дослідник) — людина особливого способу життя, мотивації, діяльності, світосприйняття.
Суб'єкт науки — свого роду феномен, людина, котра генерує знання та наукову інформацію. В ідеальному розумінні він живе не простим перехідним соціальним життям, а переймається енергією власного світу і особливою мотивацією до обраної діяльності. Немаловажного значення набувають «енергетичні» та вольові здібності суб'єкта науки, які спонукають вибирати моделі самореалізації, часто всупереч здоровому глузду. Деякі пояснення цього можна знайти в роботах психолога Л. Гумильова, котрий сформулював і обґрунтував «ефект пасіонарності». Люди такого типу діють часто заради ілюзорних прагнень і пристрастей, гордощів, азарту, в ім'я ідеалу майбутнього. У «зоні пасіонарності» діють поети, землепрохідці, першовідкривачі, рекордсмени, вчені, неординарні ініціативні фігури. Таким людям слід віддавати належне, оскільки лише одиниці серед науковців справді штовхають науку, забезпечують її зміст.
Якщо згадати недалеку нашу історію, то можна побачити, що умови розвитку для науки, творчості були досить складними. В епоху сталінізму, в роки застою мали місце факти, коли благами, виділеними державою для науки, користувалися люди кар'єристського складу, далекі від благородства (типу Лисенка Т. Ю.), котрі завдали чималої шкоди розвитку вітчизняної науки. До цього слід додати систематичні розправи над «неугодними» вченими в 20-30-40-х роках, а також підступність і пристосовництво, що мало вияв у 60-80-х роках.
У зв'язку з цим склалася така парадоксальна ситуація, коли просунення службовими щаблями, отримання різних благ та звань все більшою мірою ставало уділом організаторів науки, а не її творців.

## Етика наукової діяльності
Розвиток науки завжди опирався на специфічну етику наукової діяльності: сумлінність вченого, чесність, недопустимість підробки наукових результатів, плагіату тощо. Проте, у міру того як негативні прояви соціального управління минулої радянської системи набирали сили, суспільство та наука дедалі бюрократизувалися. Ще, на жаль, трапляються, а подекуди і досить розповсюджені, випадки, коли наукові звання та ступені виступають не стільки ознаками поваги, скільки знаряддям панування в науковій сфері та в сфері освіти, що посилює її монополізацію та клановість.

## Соціологія науки в Україні
З 90-х років в Україні наука перебуває у катастрофічному стані. Різкі зміни в суспільному організмі поставили перед нею складні завдання: як вижити, зберегти кадри і не втратити при цьому темпів розвитку. Наука зазнала чималих втрат через розпад наукових колективів, відтік наукових кадрів за кордон — як в порядку еміграції, так і в порядку довгострокових контрактів.

### Держава та наука
Надзвичайно важливим є питання співвідношення держави та науки. Як правило, доля останньої залежить від волі «апарату», насамперед системи фінансувань, визначення пріоритетності напрямів, порядку можливості та доцільності розвитку тих чи інших наукових галузей. На жаль, сучасне економічне становище України характеризується глибокою кризою, що ускладнює виділення коштів на розвиток науки. Але й економія в науці є недопустимою: це — прямий шлях до її відсталості, втрати інтелектуального потенціалу країни. Не всі наукові галузі можуть спиратися на систему самофінансування, тому триває надалі поділ і пошук нових принципів та методів фінансування. Одна із таких форм — система «грант» — пошук і стимулювання талановитих вчених та їх наукових досліджень.